# 全志科技
全志科技（英語：Allwinner Technology），是一家总部位于廣東珠海的中国無廠半導體公司。主要设计智能应用处理器SoC和智能模拟芯片。
自2007年创立起，全志科技发布了一系列用于Android平板电脑、智能手机、网路机顶盒、行车记录器、车载多媒体系统的产品。
2012-2013年全志科技是全球出货量最大的Android平板电脑应用处理器提供商。根据《电子时报》的报道，2013年第四季度瑞芯微的出货量超过了全志科技。2014年第二季度，全志被联发科技超越，跌落至中国平板电脑市场出货量第三位。

## 市场领域
全志科技目前主要致力于以下市场：
- 平板电脑
- 高清视频
- 移动互联网设备
- 智能电源管理

## 延伸阅读

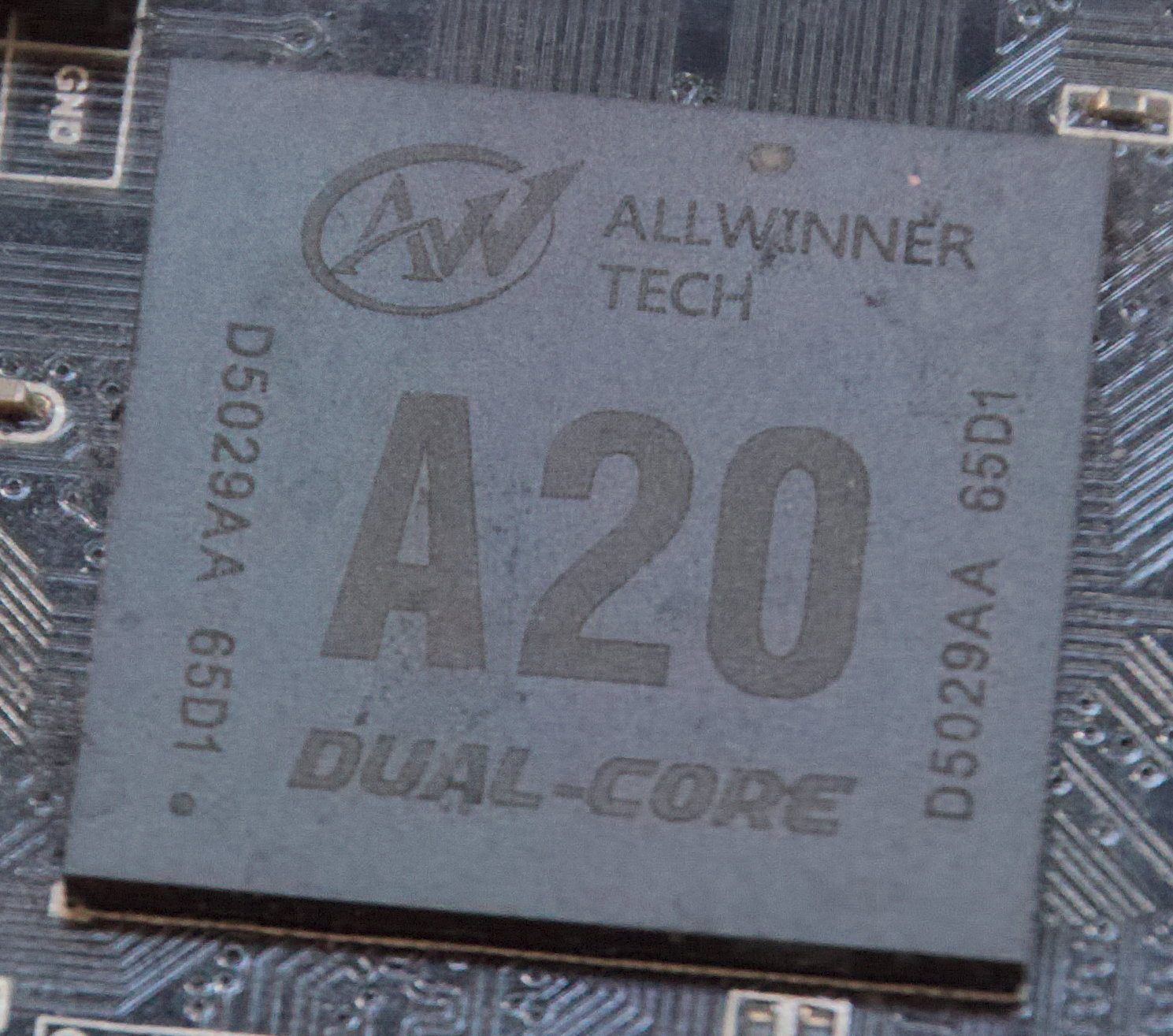
全志A20（A7双核）

- ARM合作伙伴之全志科技简介 （页面存档备份，存于）
- 昂达电子，全志科技，ARM携手全球首发A7四核(全志A31处理器)
- 全志科技选择ARM Cortex CPU和Mali GPU技术 （页面存档备份，存于）